# سیارک ۱۲۰۵۶۹
سیارک ۱۲۰۵۶۹ (به انگلیسی: 120569 Huangrunqian، نامگذاری:1995FU20) صد و بیست هزار و پانصد و شصت و نهمین سیارک کشف شده‌است که در ۲۴ مارس ۱۹۹۵ کشف شد.